# 达里奥·涅泽维奇
达里奥·涅泽维奇（1982年4月20日—），是一名克罗地亚职业足球运动员。出生於里耶卡，他在同城球队成名后被意甲利沃诺签下。2008年欧锦赛中，他三次替补出场，锦标赛结束后他被外借至尤文图斯。
涅泽维奇的第一场国家队比赛是在2006年2月1日对阵香港队，他还在此攻入了自己第一个，也是迄今唯一一个国家队进球。